# Parnell (Iowa)
Pour les articles homonymes, voir Parnell.
Parnell est une ville du comté d'Iowa, en Iowa, aux États-Unis. Elle est fondée en 1884 et incorporée le 24 mars 1891.

## Source de la traduction
- (en) Cet article est partiellement ou en totalité issu de l’article de Wikipédia en anglais intitulé « Parnell, Iowa » (voir la liste des auteurs).